# 那須野が原ハーモニーホール
那須野が原ハーモニーホール（なすのがはらハーモニーホール）は栃木県大田原市にある大田原市立 及び那須塩原市立 のコンサートホールである。ホールの管理に関する事務は大田原市が行い、運営は指定管理者制度により、公益財団法人那須野が原文化振興財団が行っている。
1994年、大田原市と旧西那須野町（現・那須塩原市）が全国初の自治体共同文化会館として落成・開館した。同ホールは両市町の境界付近に建設され、敷地の大部分は大田原市であるが、西側部分は旧西那須野町となっている。
小ホール部分は球形をしており、全体的にモダンな設計になっている。冬季(11月下旬～1月中旬頃)はホール全体にイルミネーションが施される。音楽家のコンサートのほか、落語家の公演、講演会、演劇の上演なども行われ、地元中学・高校の学校行事、さらには結婚式や展示会にもたびたび利用される。優良ホール100選に選ばれている。

## 施設
館内には大・小・交流ホールがある。詳細は以下の通り。
| 施設名     | 客席数                                                           | ピアノ                                                | 残響時間(500 Hz) |
| ---------- | ---------------------------------------------------------------- | ----------------------------------------------------- | ---------------- |
| 大ホール   | 1,275席（身障者席-4席・親子室-4席）                              | スタインウェイD-274 ベーゼンドルファー290インペリアル | 1.8～2.1秒       |
| 小ホール   | 399席（身障者席-2席・親子室-2席） オーケストラピット使用時-335席 | スタインウェイD-274                                   | 1.1～1.2秒       |
| 交流ホール | 約150席位まで                                                    | ヤマハ S6                                             | 1.1～1.2秒       |

さらに、広さ約533平方メートルの第1ギャラリーと広さ約250平方メートルの第2ギャラリーも完備してある。ホール主催公演に関しては、公演中は子どもを託児室に預けることも可能である。

## 友の会

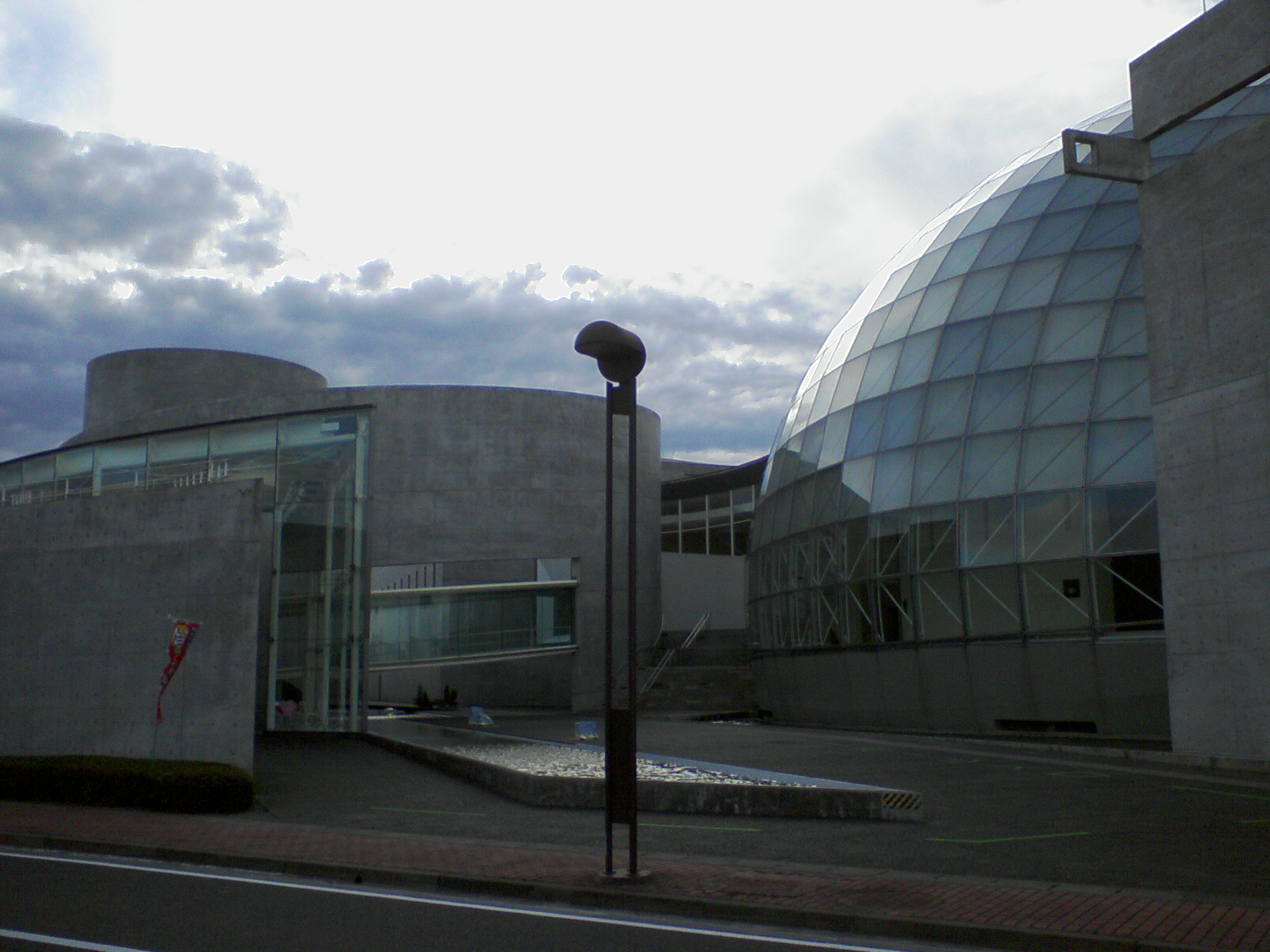
右に小ホール・ロビー、左に事務室・受付・喫茶店

ハーモニーホール友の会に入会すると、会員証が発行され、ホール主催事業のチケットの割引やチラシの郵送などの特典がある。

## パイプオルガン
2013年、大ホールに国内初となるフランス式のパイプオルガンが完成した。
開館した1994年当時からパイプオルガンを設置するため募金が行われた（目標額1億4千万円）。1万円以上の寄付者の名前がオルガン裏面に刻印されている。
このオルガンは多彩な音色が特徴の「フレンチ・シンフォニックスタイル」。オーストリアの名門・リーガー社製で、高さ9.3メートル、幅11.1メートル、パイプ数2920本、音色を変えるストップ（音栓）は41ある。